# Revue des Études Latines
Die Revue des Études Latines (häufig abgekürzt REL) ist eine 1923 begründete und von der gleichzeitig gegründeten französischen Société des Études Latines herausgegebene wissenschaftliche Zeitschrift auf dem Gebiet der Latinistik.
Die Revue des Études Latines beschäftigt sich mit allen Aspekten der römischen Antike (Sprache, Literatur, Geschichte) und ihres Nachwirkens im Mittelalter, in Humanismus und Renaissance und in der Neuzeit. Zu ihren Begründern zählt Jules Marouzeau.
In ihr werden neben eingereichten Manuskripten die Vorträge der regelmäßigen Versammlungen der Société des Études Latines nach Prüfung durch ein Herausgebergremium veröffentlicht. Neben wissenschaftlichen Aufsätzen enthält jeder Band auch Rezensionen von Neuerscheinungen.